# Trophée Art-Ross
Le trophée Art-Ross (en anglais : Art Ross Memorial Trophy) est un trophée de hockey sur glace remis par la Ligue nationale de hockey en Amérique du Nord au joueur compteur ayant combiné le plus grand nombre de buts et de passes durant la saison régulière. Ce trophée existe depuis la saison 1947-1948 de la LNH.
Si deux joueurs (ou plus) sont à égalité, le joueur ayant marqué le plus de buts remporte le trophée. Si l'égalité persiste, le joueur ayant marqué le plus tôt dans la saison l'emporte.
Ce trophée est nommé en l'honneur d'Arthur Howey « Art » Ross (13 janvier 1885 – 5 août 1964), joueur de hockey sur glace, arbitre, entraîneur et directeur général. Ross jouait en défense et a gagné deux Coupes Stanley.
Robert Orr, récipiendaire de ce trophée à deux reprises (1970 et 1975), est le seul défenseur à remporter le trophée Art Ross.
Patrick Kane devient le premier joueur américain de naissance à soulever ce trophée, lors de la saison 2015-2016.

## Joueurs les plus titrés
Six joueurs ont été récompensés au moins cinq fois :
- Wayne Gretzky : 10
- Gordon Howe : 6
- Mario Lemieux : 6
- Philip Esposito : 5
- Jaromír Jágr : 5
- Connor McDavid : 5

## Récipiendaires du trophée
| Saison | Joueur                          | Équipe                              | Points                          |
| ------ | ------------------------------- | ----------------------------------- | ------------------------------- |
| 1948   | Elmer Lach                      | Canadiens de Montréal               | 61                              |
| 1949   | Roy Conacher                    | Black Hawks de Chicago              | 68                              |
| 1950   | Robert Lindsay                  | Red Wings de Détroit                | 78                              |
| 1951   | Gordon Howe                     | Red Wings de Détroit                | 86                              |
| 1952   | Gordon Howe                     | Red Wings de Détroit                | 86                              |
| 1953   | Gordon Howe                     | Red Wings de Détroit                | 95                              |
| 1954   | Gordon Howe                     | Red Wings de Détroit                | 81                              |
| 1955   | Bernard Geoffrion               | Canadiens de Montréal               | 75                              |
| 1956   | Jean Béliveau                   | Canadiens de Montréal               | 88                              |
| 1957   | Gordon Howe                     | Red Wings de Détroit                | 89                              |
| 1958   | Richard Moore                   | Canadiens de Montréal               | 84                              |
| 1959   | Richard Moore                   | Canadiens de Montréal               | 96                              |
| 1960   | Robert Hull                     | Black Hawks de Chicago              | 81                              |
| 1961   | Bernard Geoffrion               | Canadiens de Montréal               | 95                              |
| 1962   | Robert Hull                     | Black Hawks de Chicago              | 84                              |
| 1963   | Gordon Howe                     | Red Wings de Détroit                | 86                              |
| 1964   | Stanley Mikita                  | Black Hawks de Chicago              | 89                              |
| 1965   | Stanley Mikita                  | Black Hawks de Chicago              | 87                              |
| 1966   | Robert Hull                     | Black Hawks de Chicago              | 97                              |
| 1967   | Stanley Mikita                  | Black Hawks de Chicago              | 97                              |
| 1968   | Stanley Mikita                  | Black Hawks de Chicago              | 87                              |
| 1969   | Philip Esposito                 | Bruins de Boston                    | 126                             |
| 1970   | Robert Orr                      | Bruins de Boston                    | 120                             |
| 1971   | Philip Esposito                 | Bruins de Boston                    | 152                             |
| 1972   | Philip Esposito                 | Bruins de Boston                    | 133                             |
| 1973   | Philip Esposito                 | Bruins de Boston                    | 130                             |
| 1974   | Philip Esposito                 | Bruins de Boston                    | 145                             |
| 1975   | Robert Orr                      | Bruins de Boston                    | 135                             |
| 1976   | Guy Lafleur                     | Canadiens de Montréal               | 125                             |
| 1977   | Guy Lafleur                     | Canadiens de Montréal               | 136                             |
| 1978   | Guy Lafleur                     | Canadiens de Montréal               | 132                             |
| 1979   | Bryan Trottier                  | Islanders de New York               | 134                             |
| 1980   | Marcel Dionne                   | Kings de Los Angeles                | 137                             |
| 1981   | Wayne Gretzky                   | Oilers d'Edmonton                   | 164                             |
| 1982   | Wayne Gretzky                   | Oilers d'Edmonton                   | 212                             |
| 1983   | Wayne Gretzky                   | Oilers d'Edmonton                   | 196                             |
| 1984   | Wayne Gretzky                   | Oilers d'Edmonton                   | 205                             |
| 1985   | Wayne Gretzky                   | Oilers d'Edmonton                   | 208                             |
| 1986   | Wayne Gretzky                   | Oilers d'Edmonton                   | 215                             |
| 1987   | Wayne Gretzky                   | Oilers d'Edmonton                   | 183                             |
| 1988   | Mario Lemieux                   | Penguins de Pittsburgh              | 168                             |
| 1989   | Mario Lemieux                   | Penguins de Pittsburgh              | 199                             |
| 1990   | Wayne Gretzky                   | Kings de Los Angeles                | 142                             |
| 1991   | Wayne Gretzky                   | Kings de Los Angeles                | 163                             |
| 1992   | Mario Lemieux                   | Penguins de Pittsburgh              | 131                             |
| 1993   | Mario Lemieux                   | Penguins de Pittsburgh              | 160                             |
| 1994   | Wayne Gretzky (10)              | Kings de Los Angeles                | 130                             |
| 1995   | Jaromír Jágr                    | Penguins de Pittsburgh              | 70                              |
| 1996   | Mario Lemieux                   | Penguins de Pittsburgh              | 161                             |
| 1997   | Mario Lemieux                   | Penguins de Pittsburgh              | 122                             |
| 1998   | Jaromír Jágr                    | Penguins de Pittsburgh              | 102                             |
| 1999   | Jaromír Jágr                    | Penguins de Pittsburgh              | 127                             |
| 2000   | Jaromír Jágr                    | Penguins de Pittsburgh              | 96                              |
| 2001   | Jaromír Jágr                    | Penguins de Pittsburgh              | 121                             |
| 2002   | Jarome Iginla                   | Flames de Calgary                   | 96                              |
| 2003   | Peter Forsberg                  | Avalanche du Colorado               | 106                             |
| 2004   | Martin St-Louis                 | Lightning de Tampa Bay              | 94                              |
| 2005   | Aucun vainqueur, saison annulée | Aucun vainqueur, saison annulée     | Aucun vainqueur, saison annulée |
| 2006   | Joseph Thornton                 | Bruins de Boston Sharks de San José | 125                             |
| 2007   | Sidney Crosby                   | Penguins de Pittsburgh              | 120                             |
| 2008   | Aleksandr Ovetchkine            | Capitals de Washington              | 112                             |
| 2009   | Ievgueni Malkine                | Penguins de Pittsburgh              | 113                             |
| 2010   | Henrik Sedin                    | Canucks de Vancouver                | 112                             |
| 2011   | Daniel Sedin                    | Canucks de Vancouver                | 104                             |
| 2012   | Ievgueni Malkine                | Penguins de Pittsburgh              | 109                             |
| 2013   | Martin St-Louis                 | Lightning de Tampa Bay              | 60                              |
| 2014   | Sidney Crosby                   | Penguins de Pittsburgh              | 104                             |
| 2015   | Jamie Benn                      | Stars de Dallas                     | 87                              |
| 2016   | Patrick Kane                    | Blackhawks de Chicago               | 106                             |
| 2017   | Connor McDavid                  | Oilers d'Edmonton                   | 100                             |
| 2018   | Connor McDavid                  | Oilers d'Edmonton                   | 108                             |
| 2019   | Nikita Koutcherov               | Lightning de Tampa Bay              | 128                             |
| 2020   | Leon Draisaitl                  | Oilers d'Edmonton                   | 110                             |
| 2021   | Connor McDavid                  | Oilers d'Edmonton                   | 105                             |
| 2022   | Connor McDavid                  | Oilers d'Edmonton                   | 123                             |
| 2023   | Connor McDavid                  | Oilers d'Edmonton                   | 153                             |
| 2024   | Nikita Koutcherov               | Lightning de Tampa Bay              | 144                             |
| 2025   | Nikita Koutcherov               | Lightning de Tampa Bay              | 121                             |